# Carl Arnold
Carl Arnold (Neunkirchen, Baden-Württemberg (Alemanya), 6 de maig, 1794 - Christiania, ara Oslo, 11 de novembre, 1873), va ser un compositor i pianista noruec, d'origen alemany que va tenir una gran influència en la vida musical noruega.

## Vida i obra
El seu pare fou Johann Gottfried Arnold. Entre altres coses, Arnold va estudiar piano amb Aloys Schmitt i solfeig amb Johann Anton André.
El 1847, Arnold va arribar a Christiania com a refugiat polític. Va dirigir "The Philharmonic Society" de 1849 a 1863 i des de 1857 també va ser organista de l'Església de la Trinitat. Va ser considerat un destacat professor, teòric musical i pianista, i un compositor experimentat.
Entre els seus alumnes hi havia els compositors Halfdan Kjerulf i Johan Svendsen. El seu fill Carl Arnold va estar actiu a Estocolm, inclòs com a violoncel·lista a la Capella Reial Reial.
Va morir a Christiania, ara Oslo, i està enterrat al cementiri del nostre Salvador.

## Treball
- Irene, òpera, Berlín 1832
- Un concert per a piano
- Simfonia en re major
- Fantasia per a orquestra amb violoncel obligat
- Cantata per a la cerimònia de coronació de Carles XV a la catedral de Nidaros el 1860.